# 芒努斯·埃林马克
芒努斯·埃林马克（瑞典語：Magnus Erlingmark，1968年7月8日—），瑞典男子足球运动员。他曾代表瑞典国家队参加1994年国际足联世界杯，获得季军。他也曾参加1992年欧洲足球锦标赛。